# Camerano Casasco
Camerano Casasco là một đô thị ở tỉnh Asti vùng Piedmont thuộc Ý, nằm ở vị trí cách khoảng 30 km về phía đông nam của Torino và khoảng 13 km về phía tây bắc của Asti. Tại thời điểm ngày 31 tháng 12 năm 2004, đô thị này có dân số 502 người và diện tích là 6,7 km².
Camerano Casasco giáp các đô thị: Chiusano d'Asti, Cinaglio, Cortandone, Cortazzone, Montechiaro d'Asti và Soglio.